# Gerhard Jentschke
Gerhard Jentschke (* 1955) ist ein deutscher Kirchenmusiker und Organist.

## Musikalischer Werdegang und Ausbildung
Gerhard Jentschke studierte an der Johannes-Gutenberg-Universität in Mainz Schulmusik mit dem Staatsexamensabschluss sowie Kirchenmusik mit A-Examen. Seine Orgelstudien vertiefte er anschließend an der Musikhochschule Heidelberg-Mannheim in der Meisterklasse bei Leo Krämer mit dem Abschluss Künstlerische Reifeprüfung sowie in Meisterkursen bei Nicolas Kynaston (London), André Fleury (Paris) und Flor Peeters (Mechelen).
Er nahm an nationalen und internationalen Wettbewerben in Interpretation und Improvisation teil und wurde mehrfach als Preisträger (Orgelwettbewerb des Kulturkreises des BDI in Ottobeuren, Internationale Orgelwoche Nürnberg, Bachwettbewerb Wiesbaden/Interpretation und Improvisation) ausgezeichnet. Es folgten Konzertverpflichtungen, dabei u. a. auch zwei Uraufführungen.
1998 spielte er auf der Rieger-Orgel der Heilig-Kreuz-Kirche Zweibrücken eine Aufnahme mit Werken von Max Reger, Sigfrid Karg-Elert, Flor Peeters und Charles-Marie Widor ein.

## Berufliches
Gerhard Jentschke ist Kirchenmusiker an der Heilig-Kreuz-Kirche in Zweibrücken und hauptamtlicher Dozent der Außenstelle Kaiserslautern des bischöflichen Kirchenmusikalischen Instituts (BKI) des Bistums Speyer Zuvor hatte er eine Lehrtätigkeit im Fach Orgel am Peter-Cornelius-Konservatorium in Mainz inne.

## Diskografie
- Der Herr ist mein Hirt: Geistliche Musik aus dem Herz-Jesu-Kloster, Neustadt/Weinstraße. 1995, HJK950827 (CD)
- Gerhard Jentschke an der neuen Rieger-Orgel von Hl. Kreuz zu Zweibrücken. Orgelwerke von Reger, Karg-Elert, Peeters, Widor. 1998, IFO DD 00148 (CD)[3]